# Crkvičko Polje
Crkvičko Polje (en serbe cyrillique : Црквичко Поље) est un village de l'ouest du Monténégro, dans la municipalité de Plužine.

## Démographie

### Évolution historique de la population
| 1948 | 1953 | 1961 | 1971 | 1981 | 1991 | 2003 |
| ---- | ---- | ---- | ---- | ---- | ---- | ---- |
| 378  | 446  | 447  | 357  | 246  | 134  | 97   |